# Gammarus marinus
Gammarus marinus är en kräftdjursart som beskrevs av Leach 1815. Gammarus marinus ingår i släktet Gammarus, och familjen Gammaridae. Arten är reproducerande i Sverige.